# 面积
面積（英語：Area）是用作表示一個曲面或平面圖形所佔範圍的量，可看成是長度（一維度量）及體積（三維度量）的二維類比。對三維立體圖形而言，圖形的邊界的面積稱為表面積。
計算各基本平面圖形面積及基本立體圖形的表面積公式早已為古希臘及古中國人所熟知。
面積在近代數學中佔相當重要的角色。面積除與幾何學及微積分有關外，亦與線性代數中的行列式有關。在分析學中，平面的面積通常以勒貝格測度（英語：Lebesgue measure）定義。

## 面積公式
| 形狀                   | 面積                                                                                               | 變數 |
| ---------------------- | -------------------------------------------------------------------------------------------------- | --- |
| 三角形                 | {\displaystyle {\tfrac {1}{2}}bh\,\!}                                                              | {\displaystyle b}是底，{\displaystyle h}是高。                                                          |
| 三角形                 | {\displaystyle {\tfrac {1}{2}}ab\sin {\theta }\,\!}                                                | {\displaystyle a}和{\displaystyle b}是任意兩條邊，而{\displaystyle \theta }是兩條邊的夾角。             |
| 三角形                 | {\displaystyle {\sqrt {s(s-a)(s-b)(s-c)}}\,\!}                                                     | {\displaystyle s}是周長的一半，{\displaystyle a}﹑{\displaystyle b}和{\displaystyle c}是三條邊的長度。  |
| 等邊三角形             | {\displaystyle {\frac {\sqrt {3}}{4}}s^{2}\,\!}                                                    | {\displaystyle s}是等邊三角形的邊長。                                                                   |
| 等腰三角形             | {\displaystyle {\frac {b}{4}}{\sqrt {(2a+b)(2a-b)}}}                                               | {\displaystyle a}是腰邊，{\displaystyle b}是底邊。                                                      |
| 正方形                 | {\displaystyle s^{2}\,\!}                                                                          | {\displaystyle s}是正方形的邊長。                                                                       |
| 長方形                 | {\displaystyle lw\,\!}                                                                             | {\displaystyle l}和{\displaystyle w}分別是長方形的長和寬。                                              |
| 菱形、鷂形             | {\displaystyle {\tfrac {1}{2}}ab}                                                                  | {\displaystyle a}和{\displaystyle b}分別是 菱形/鷂形 的兩條對角線。                                     |
| 菱形                   | {\displaystyle a^{2}\sin {\theta }\,\!}                                                            | {\displaystyle a}是邊長，{\displaystyle \theta }是鄰邊的夾角。                                          |
| 平行四邊形             | {\displaystyle bh\,\!}                                                                             | {\displaystyle b}是底，{\displaystyle h}是高。                                                          |
| 平行四邊形             | {\displaystyle ab\sin {\theta }\,\!}                                                               | {\displaystyle a}和{\displaystyle b}是一對鄰邊，而{\displaystyle \theta }是這對鄰邊的夾角。             |
| 梯形                   | {\displaystyle {\frac {(a+b)h}{2}}\,\!}                                                            | {\displaystyle a}和{\displaystyle b}是平行的邊，{\displaystyle h}是平行的邊之間的高。                   |
| 凸四邊形               | {\displaystyle {\tfrac {1}{2}}xy\sin {\theta }\,\!}                                                | {\displaystyle x}和{\displaystyle y}是凸四邊形兩條對角線的長度，{\displaystyle \theta }是對角線的夾角。 |
| 正五邊形               | {\displaystyle {\frac {5}{4}}s^{2}\tan 54^{\circ }\,\!}                                            | {\displaystyle s}是正五邊形的邊長。                                                                     |
| 正六邊形               | {\displaystyle {\frac {3}{2}}s^{2}\tan 60^{\circ }={\frac {3{\sqrt {3}}}{2}}s^{2}}                 | {\displaystyle s}是正六邊形的邊長。                                                                     |
| 正六邊形               | {\displaystyle {\frac {3hs}{2}}}                                                                   | {\displaystyle s}是正六邊形的邊長，{\displaystyle h}是邊與對邊之間的距離。                              |
| 正七邊形               | {\displaystyle {\frac {7}{4}}s^{2}\tan(64{\tfrac {2}{7}}^{\circ })\,\!}                            | {\displaystyle s}是正七邊形的邊長。                                                                     |
| 正八邊形               | {\displaystyle 2s^{2}\tan(67{\tfrac {1}{2}}^{\circ })=2(1+{\sqrt {2}})s^{2}\,}                     | {\displaystyle s}是正八邊形的邊長。                                                                     |
| 正九邊形               | {\displaystyle {\frac {9}{4}}s^{2}\tan 70^{\circ }\,\!}                                            | {\displaystyle s}是正九邊形的邊長。                                                                     |
| 正十邊形               | {\displaystyle {\frac {5}{2}}s^{2}\tan 72^{\circ }\,\!}                                            | {\displaystyle s}是正十邊形的邊長。                                                                     |
| 正多邊形               | {\displaystyle {\frac {1}{4}}nl^{2}\cdot \cot {\frac {\pi }{n}}\,\!}                               | {\displaystyle l}是邊長而{\displaystyle n}是邊數量。                                                    |
| 正多邊形               | {\displaystyle {\frac {1}{4n}}p^{2}\cdot \cot {\frac {\pi }{n}}\,\!}                               | {\displaystyle p}是周長{\displaystyle n}是邊數量。                                                      |
| 正多邊形               | {\displaystyle {\frac {1}{2}}nR^{2}\cdot \sin {\frac {2\pi }{n}}=nr^{2}\tan {\frac {\pi }{n}}\,\!} | {\displaystyle R}是外切圓的半徑，{\displaystyle r}內切圓的半徑，而{\displaystyle n}是邊數量。           |
| 正多邊形               | {\displaystyle {\tfrac {1}{2}}ap\,\!}                                                              | {\displaystyle a}是邊心距，或稱作內切圓的半徑，而{\displaystyle p}是多邊形的周長。                      |
| 圓形                   | {\displaystyle \pi r^{2}\ {\text{or}}\ {\frac {\pi d^{2}}{4}}\,\!}                                 | {\displaystyle r}是半徑，{\displaystyle d}是直徑。                                                      |
| 扇形                   | {\displaystyle \pi r^{2}\cdot {\frac {\theta }{360^{\circ }}}\,\!}                                 | {\displaystyle r}和{\displaystyle \theta }分別是半徑和角度。                                            |
| 橢圓形                 | {\displaystyle \pi ab\,\!}                                                                         | {\displaystyle a}和{\displaystyle b}分別是半長軸和半短軸。                                              |
| 圓柱體表面面積         | {\displaystyle 2\pi r(r+h)\,\!}                                                                    | {\displaystyle r}和{\displaystyle h}分別是半徑和高。                                                    |
| 圓柱體側表面面積       | {\displaystyle 2\pi rh\,\!}                                                                        | {\displaystyle r}和{\displaystyle h}分別是半徑和直徑。                                                  |
| 球體表面面積           | {\displaystyle 4\pi r^{2}\ {\text{or}}\ \pi d^{2}\,\!}                                             | {\displaystyle r}和{\displaystyle d}分別是半徑和直徑。                                                  |
| 錐體表面面積           | {\displaystyle B+{\frac {PL}{2}}\,\!}                                                              | {\displaystyle B}是底面積，{\displaystyle P}是底周長而，{\displaystyle L}是斜高。                       |
| 錐體平截頭體的表面面積 | {\displaystyle B+{\frac {PL}{2}}\,\!}                                                              | {\displaystyle B}是底面積，{\displaystyle P}是底周長，{\displaystyle L}是斜高。                         |
| 正方形轉換成圓形段面積 | {\displaystyle {\frac {4}{\pi }}A\,\!}                                                             | {\displaystyle A}是正方形面積。                                                                         |
| 圓形轉換成正方形後面積 | {\displaystyle {\frac {1}{4}}C\pi \,\!}                                                            | {\displaystyle C}是圓形面積。                                                                           |
| 勒洛三角形             | {\displaystyle {1 \over 2}(\pi -{\sqrt {3}})x^{2}}                                                 | {\displaystyle x}是勒洛三角形內三角形的邊。                                                             |

## 長方形的面積

這個長方形的面積是 lw.

最基本的面積公式是長方形的公式。當l是長，w是寬時，其公式為：
{\displaystyle A=lw}
當其圖形是一個正方形時，{\displaystyle l=w}，因此正方形的公式為：
{\displaystyle A=s^{2}}
長方形的面積計算方法需要證明。

#### 證明[5]
引理：兩個長方形面積之比等於其長寬之積之比

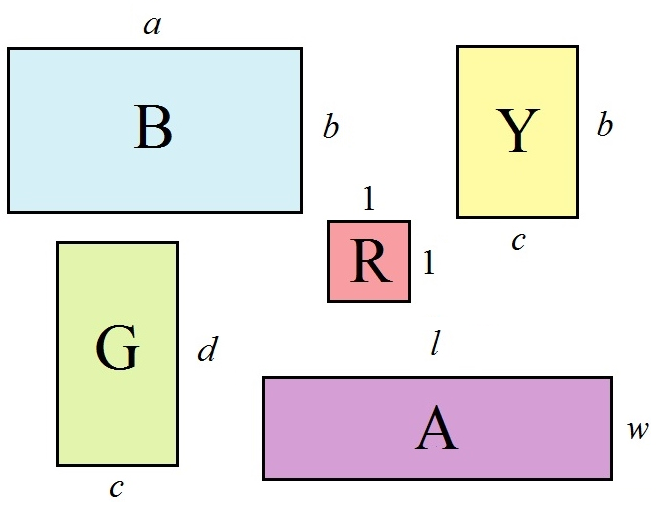
證明

如圖，根據《幾何原本》第六卷命題一 ——等高之平行四邊形的面積比與其底之比等同，我們得到
{\displaystyle {\begin{aligned}B:Y&=a:c\\&=ad:cd{\text{（ 第 五 卷 命 題 十 五 ）}},\end{aligned}}}
又
{\displaystyle {\begin{aligned}Y:G&=b:d\\&=ab:ad{\text{（ 第 五 卷 命 題 十 五 ）}},\end{aligned}}}
所以
{\displaystyle B:G=ab:cd{\text{（ 第 五 卷 命 題 二 十 三 ）}},}
引理證畢。
定理：長方形的面積等於其長寬之積
根據引理，
A:R=lw:(1x1)
定義單位正方形的面積為一平方單位。由於R是單位正方形，因此面積是一平方單位。將一平方單位代入R，得到：A:1=lw:1

面積相同

{\displaystyle A=lw} （第五卷命題九）
（定理證畢）

#### 切割圖形
有些簡單的公式可以切割的方式得出。
例如平行四邊形，可以切割成一個梯形和一個直角三角形，如同右圖。如果三角形移到平行四邊形的另一邊，就可以變成一個長方形。因此，平行四邊形的面積公式有點像長方形的：
{\displaystyle A=bh}

兩個全等三角形

至於同樣的平行四邊形可以分割為兩個全等三角形。因此三角形的公式為：
{\displaystyle A={\frac {1}{2}}bh}

#### 圓形面積

圓形可以分割為很多扇形

圓形面積公式是基於基本的面積公式，假設有一個半徑為r的圓形，分成很多扇形，那一個扇形的面積就會很接近三角形，就像上圖一樣。如果分得夠細小，就可以看到半徑為r的圓形面積相等於一個高為r，底為πr的平行四邊形。
我們也可以用積分得到更肯定的答案。
{\displaystyle A=2\int _{-r}^{r}{\sqrt {r^{2}-x^{2}}}\,dx=\pi r^{2}.}
計算不規則之圖形面積，可用填補法或切割法來計算之。

#### 表面積
一些基本的立體表面積公式：
- 立方體：{\displaystyle 6x^{2}}（x是立方體的邊長）
- 長方體：{\displaystyle 2(lw+wh+hl)}（l、w、h分別是長方體的長、寬和高）
- 球體：{\displaystyle 4\pi r^{2}}（r是球體的半徑）
- 球冠：{\displaystyle 2\pi rh}（球冠是指被平面截下的部分球面；r是球體的半徑；h是球冠高）
- 直立圓錐體：{\displaystyle \pi r(r+{\sqrt {r^{2}+h^{2}}})}（r是圓錐體底部的半徑，h是它的高）
- 直立圓柱體：{\displaystyle 2\pi r(h+r)}（r是圓柱體圓形底部的半徑，h是它的高）

## 單位列表

### 主要單位
面積的測量單位主要包括：
- 平方公里——1,000,000平方米
- 平方公引（ha）——10,000平方米
- 平方公丈（a）——100平方米
- 平方公尺——1平方米，國際標準單位
- 平方公寸——0.01平方米
- 平方公分——0.0001平方分米
- 平方公釐——0.000001平方厘米

市制：
- 畝——10丈 × 6丈 ——33.33米 × 20米 ——666.67平方米
- 平方市里——0.25平方公里
- 平方市尺——1/9平方米

臺制：
- 甲——9,699.173平方公尺（平方米）
- 坪——3.3058平方公尺（平方米）

香港：
- 平方呎（平方英尺）——929平方厘米

### 換算
| 名稱                     | 符號 | 定義                                  | 與平方公尺的換算 |
| 平方昆米                 | Qm²  | 邊長為1昆米的正方形的面積             | 1060             |
| 平方容米                 | Rm²  | 邊長為1容米的正方形的面積             | 1054             |
| 平方佑公尺、平方堯米     | Ym²  | 邊長為1佑公尺（堯米）的正方形的面積   | 1048             |
| 平方皆公尺、平方澤米     | Zm²  | 邊長為1皆公尺（澤米）的正方形的面積   | 1042             |
| 平方艾公尺               | Em²  | 邊長為1艾公尺的正方形的面積           | 1036             |
| 平方拍公尺               | Pm²  | 邊長為1拍公尺的正方形的面積           | 1030             |
| 平方兆公尺、平方太米     | Tm²  | 邊長為1兆公尺（太米）的正方形的面積   | 1024             |
| 平方吉公尺               | Gm²  | 邊長為1吉公尺的正方形的面積           | 1018             |
| 平方百萬公尺、平方兆米   | Mm²  | 邊長為1百萬公尺（兆米）的正方形的面積 | 1012             |
| 平方公里、平方千米       | km²  | 邊長為1公里（千米）的正方形的面積     | 106              |
| 平方公引、平方百米、公顷 | hm²  | 邊長為1公引（百米）的正方形的面積     | 104              |
| 平方公丈、平方十米       | dam² | 邊長為1公丈（十米）的正方形的面積     | 102              |
| 平方公尺、平方米         | m²   | 邊長為1公尺（米）的正方形的面積       | 1                |
| 平方公寸、平方分米       | dm²  | 邊長為1公寸（分米）的正方形的面積     | 10-2             |
| 平方公分、平方厘米       | cm²  | 邊長為1公分（厘米）的正方形的面積     | 10-4             |
| 平方公厘、平方毫米       | mm²  | 邊長為1公厘（毫米）的正方形的面積     | 10-6             |
| 平方微米                 | cm²  | 邊長為1微米的正方形的面積             | 10-12            |
| 平方奈米、平方納米       | nm²  | 邊長為1奈米（納米）的正方形的面積     | 10-18            |
| 平方皮米                 | pm²  | 邊長為1皮米的正方形的面積             | 10-24            |
| 平方飛米                 | fm²  | 邊長為1飛米的正方形的面積             | 10-30            |
| 平方阿米                 | am²  | 邊長為1阿米的正方形的面積             | 10-36            |
| 平方介米、平方仄米       | zm²  | 邊長為1介米（仄米）的正方形的面積     | 10-42            |
| 平方攸米、平方幺米       | ym²  | 邊長為1攸米（幺米）的正方形的面積     | 10-48            |
| 平方柔米                 | rm²  | 邊長為1柔米的正方形的面積             | 10-54            |
| 平方虧米                 | qm²  | 邊長為1虧米的正方形的面積             | 10-60            |

## 嚴格定義
其中一個定義面積的方法是利用公理定義。面積可以定義為一個由所有（可測）平面圖形組成的集合M映射至實數的函數a，並滿足以下條件：
- 對於所有{\displaystyle S\in M}，有{\displaystyle a(S)\geq 0}。
- 若{\displaystyle S,T\in M}，則{\displaystyle S\cup T\in M}及{\displaystyle S\cap T\in M}，且{\displaystyle a(S\cup T)=a(S)+a(T)-a(S\cap T)}。
- 若{\displaystyle S,T\in M}且{\displaystyle S\subseteq T}，則{\displaystyle T-S\in M}，且{\displaystyle a(T-S)=a(T)-a(S)}。
- 若{\displaystyle S\in M}且{\displaystyle S}全等於{\displaystyle T}，則{\displaystyle T\in M}，且{\displaystyle a(S)=a(T)}。
- 任一矩形{\displaystyle R}均屬於{\displaystyle M}。若矩形的長為{\displaystyle \ell }而寬為{\displaystyle w}，則{\displaystyle a(R)=\ell w}。
- 設{\displaystyle Q}為一平面圖形。若存在唯一的實數{\displaystyle c}，使得所有滿足{\displaystyle S\subseteq Q\subseteq T}的有限個矩形的聯集（finite union of rectangles）{\displaystyle S}及{\displaystyle T}均有{\displaystyle a(S)\leq c\leq a(T)}，則{\displaystyle Q\in M}，且{\displaystyle a(Q)=c}。

可以證明，滿足上述條件的函數存在。

## 腳注
1. 1 2  Weisstein, Eric W. (编). . at MathWorld--A Wolfram Web Resource. Wolfram Research, Inc.  [3 July 2012]. （原始内容存档于2012-05-05） （英语）.
2. 1 2 3 4 5 6 7 8  . Math.com.   [2 July 2012]. （原始内容存档于2012-07-02）.
3. ↑   [正多邊形的面積]. mathwords.com.   [2021-09-23]. （原始内容存档于2022-01-04） （英语）.
4. 1 2  Weisstein, Eric W. (编). . at MathWorld--A Wolfram Web Resource. Wolfram Research, Inc.  [3 July 2012]. （原始内容存档于2012-06-23） （英语）.
5. ↑  mathdb.org -  (PDF).   [2016-06-12]. （原始内容 (PDF)存档于2014-07-25）.
6. ↑  .   [2014-12-30]. （原始内容存档于2017-06-30）.
7. ↑  Braden, Bart.  (PDF). The College Mathematics Journal. September 1986, 17 (4): 326–337  [15 July 2012]. doi:10.2307/2686282. （原始内容存档 (PDF)于2012-06-27）.
8. ↑  Moise, Edwin. . Addison-Wesley Pub. Co. 1963  [15 July 2012].

## 外部連結
- 面積單位換算 （页面存档备份，存于）